# Axel Bouquet
Pour les articles homonymes, voir Bouquet.
Axel Bouquet, né le 2 février 2006 à Avranches, est un coureur cycliste français. 

## Biographie
Axel Bouquet est originaire d'Avranches. Il est le fils de l'ancien cycliste professionnel Camille Bouquet,. Inspiré par son paternel, il commence le cyclisme vers l'âge de douze ans. Il est formé au Moyon Percy Vélo Club. Dans la catégorie des benjamins, il s'impose à vingt-deux reprises. Il gagne également sept courses chez les minimes, après avoir temporairement délaissé le vélo pour le football. 
Lors de la saison 2024, il se distingue en étant l'un des meilleurs juniors français. Sous les couleurs de l'équipe de France, il remporte la dernière étape et le classement général du Trophée Centre Morbihan, inscrit au calendrier de la Coupe des Nations Juniors. Il obtient aussi une victoire sur une course internationale slovaque. Au niveau fédéral, il décroche diverses places d'honneur. Il finit par ailleurs deuxième de son championnat régional, ou encore dixième du championnat de France juniors. 
Grâce à ses performances, il signe un premier contrat professionnel avec la réserve de l'équipe Arkéa-B&B Hotels. Il est prévu qu'il intègre l'effectif dès 2025, pour ses débuts espoirs. D'après ses propres dires, il présente un profil de « puncheur-rouleur ».

## Palmarès
- 2023
  - Grand Prix KBA-Vérandaline :
    - Classement général
    - 2e étape

  - 2e de La SportBreizh Juniors
- 2024
  - Trophée Centre Morbihan :
    - Classement général
    - 3e étape

  - 3e étape du Medzinárodné Dubnica nad Váhom
  - 2e du Trophée Louison-Bobet
  - 2e du championnat de Normandie juniors
  - 3e du Critérium des Quartiers du Lamentin
  - 3e du Grand Prix Fernand-Durel